# Monleale
Monleale – miejscowość i gmina we Włoszech, w regionie Piemont, w prowincji Alessandria.
Według danych na styczeń 2010 gminę zamieszkiwało 619 osób przy gęstości zaludnienia 64,4 os./1 km².